# André-Hercule de Rosset de Rocozel de Fleury
Pour les autres membres de la famille, voir Famille de Rosset.
André-Hercule de Rosset, marquis de Rocozel, duc de Fleury, né le 25 avril 1770 à Paris et mort dans la même ville le 6 janvier 1815, est un général et homme politique français.

## Biographie
Fils d'André Hercule de Rosset de Rocozels de Fleury (1750-1782), major-général de l'armée des Indes, et de Claudine Anne Reine de Laval-Montmorency, et neveu d'André Hercule Marie Louis de Rosset de Rocozels de Fleury, il est premier gentilhomme de la Chambre du roi.
Émigré en 1791, il suit les princes en Allemagne et en Angleterre, et atteint le grade de maréchal de camp.
Rentré en France avec le roi Louis XVIII, il réintègre ses fonctions de premier gentilhomme de la chambre du roi et, le 4 juin 1814, est admis à la Chambre des pairs.

## Sources
- « Fleury (Rosset de Rocozel, André-Hercule  duc de) », dans Adolphe Robert et Gaston Cougny, Dictionnaire des parlementaires français, Edgar Bourloton, 1889-1891 [détail de l’édition]